# Los gigantes de la montaña
Los gigantes de la montaña (I giganti della montagna, 1937) es una obra de teatro en tres actos del dramaturgo italiano Luigi Pirandello.

## Historia
Se trata de una obra inconclusa debido al fallecimiento del autor. Concebida en la década de 1920, se fue publicando periódicamente por actos: el primero, en la revista literaria La Nuova Antología; el segundo, en Quadrivium.

## Argumento
Los integrantes de una compañía de teatro en decadencia encabezada por Ilse se dirigen a la montaña, a la morada de los gigantes, donde deberán interpretar una de las obras de su repertorio para acompañar la celebración de una boda. En el camino, pernoctan en una posada llamada La Scalogna. Allí se encuentran con un grupo de inadaptados, dirigidos por el mago Cotrone. Este les sugiere que renuncien a actuar ante los gigantes, que no apreciarán su arte, y permanezcan en La Scalogna. Pero la compañía no tiene en cuenta esa propuesta, y se dispone a avanzar hacia la casa de los gigantes, mientras que se vislumbran presagios funestos.

## Representaciones
El estreno mundial se produjo con ocasión del Maggio Musicale Fiorentino el 5 de junio de 1937. Con posterioridad, en Italia, se representó en el Piccolo Teatro di Milano en 1947, con Lilla Brignone y Camillo Pilotto, en 1966 con Valentina Cortese y Turi Ferro, y en 1994 con Andrea Jonasson y Giancarlo Dettori.
Estrenada en español por la Comedia Nacional Uruguaya en Montevideo, en 1957, bajo la dirección de Antonio Larreta, protagonizada por China Zorrilla y Enrique Guarnero.
Estrenada por primera vez en lengua alemana en el Düsseldorfer Schauspielhaus en 1959 como Die Riesen vom Berge en un montaje dirigido por Giorgio Strehler.
En lengua francesa, con el título de Les Géants de la Montagne se estrenó en Théâtre National de Belgique de Bruselas en 1961 con dirección de Orazio Costa e interpretación de Éléonore Hirt (Comtesse Ilse) y Jean Martinelli (Cotrone). A destacar también los montaje de Georges Lavaudant en 1981, con 	Marie-Paule Trystram y Gabriel Monnet y de Bernard Pautrat en 1994, con María Casares (Ilse) y Philippe Clévenot (Cotrone).
El Cottesloe Theatre de Londres, produjo el montaje en inglés (The Mountain Giants) en 1993, con dirección de William Gaskill e interpretación de Sian Thomas (Ilse), Desmond Barrit (Cotrone) y Trevor Eve.
En España se estrenó en 1977, en el Teatro María Guerrero de Madrid, en versión de Enrique Llovet, con un montaje dirigido por Miguel Narros e interpretado por María Cuadra (Ilse), Ramiro Oliveros (Cotrone), Aurora Redondo Amparo Soto, Pep Munné, Francisco Merino y Paco Guijar.
Estrenada en lengua catalana en 1990 con el título de Els gegants de la muntanya en el Teatre Lliure, con traducción de Xavier Romeu, dirigida por Xicu Masó e interpretada por Jeannine Mestre, Jordi Bosch, Ester Formosa, Lluís Homar, Emma Vilarasau y Carlota Soldevila. Se repuso en 1999 en el Teatre Nacional de Catalunya de Barcelona, traducida por Narcís Comadira, dirigida por Georges Lavaudant e interpretada por Carmen Elías (Ilse) y Lluís Homar (Cotrone), Pau Durà, Llàtzer Escarceller, Sergi Mateu y Àngels Poch.